# Velocidades generalizadas
Se conoce como velocidades generalizadas al conjunto de parámetros con los que se puede definir la velocidad de cualquier punto de un mecanismo. Se expresan mediante el vector de velocidades generalizadas.
Existen principalmente dos formas de hallarlas:
- Derivando las ecuaciones de enlace geométricas.
- Mediante el método de las velocidades relativas y absolutas